# Theodore Roosevelt
Theodore Roosevelt ([roʊzəvɛlt]IPA, také znám jako T.R.; 27. října 1858 New York City – 6. ledna 1919 Oyster Bay) byl 26. prezident Spojených států amerických, který nejvíce proslul svojí energickou povahou a šíří zájmů a úspěchů. Byl rovněž vůdcem Republikánské strany. Předtím než se stal 26. prezidentem (1901–1909) zastával řadu funkcí na obecní, státní a federální úrovni. Byl úspěšný jako přírodovědec, cestovatel, lovec, spisovatel a voják, avšak největší proslulosti se mu dostalo jako politikovi. Do úřadu vstoupil ve svých 42 letech poté, co byl zavražděn prezident William McKinley. Jeho tvář byla vytesána do památníku Mount Rushmore.

## Příbuzenstvo
V roce 1880 se oženil s ženou z vyšší společnosti Alice Hathaway Leeovou. Ta zemřela v roce 1884 krátce po porodu jejich jediné dcery Alice Rooseveltové. Alice se provdala za právníka a republikánského předsedu Sněmovny reprezentantů Nicholase Longwortha.
Roku 1886 se znovu oženil, když si vzal svou dětskou kamarádku Edith Kermit Carowovou. Ta poté byla první dámou v době jeho prezidentství. Měli spolu pět dětí: Theodora mladšího (*1887), Kermita (*1889), Ethel (*1891), Archibalda (*1894) a Quentina (*1897). Theodore mladší v letech 1929 až 1932 sloužil jako guvernér Portorika a v letech 1932 až 1933 jako generální guvernér Filipín. V druhé světové válce se stal důstojníkem a účastnil se vylodění v Normandii. Před válkou byl v představenstvu společnosti American Express. Kermit během svého života trpěl depresemi a během druhé světové války spáchal v roce 1943 sebevraždu. Dcera Ethel měla za životní poslání uchovat odkaz svého otce a pečovat o rodinné sídlo Sagamore Hill. Archibald si zvolil vojenskou kariéru a po druhé světové válce se stal byznysmenem. I poslední syn, Quentin, vstoupil do armády. Během první světové války byl pilotem a bojoval v bitvě nad Francií, během které byl v roce 1918 zabit. Všichni synové bojovali v první i druhé světové válce. Ethel během válek sloužila jako zdravotní sestra a spolurpacovala s Červeným křížem.
Jeho vnuk Kermit Roosevelt Jr. (syn Kermita) byl zpravodajec Office of Strategic Services a poté význačnou osobností CIA. Byl úzce zapojen do svržení íránského předsedy vlády Muhammada Mosaddeka v roce 1953. V CIA skončil také jeho další vnuk, Cornelius V. S. Roosevelt (syn Theodora mladšího). Ten se podílel na projektu MKULTRA. A řady CIA rozšířil i třetí vnuk, Archibald Bulloch Roosevelt Jr. (syn Archibalda). Ten v CIA vedl blízkovýchodní sekci rádiové stanice Hlas Ameriky a později vedl operace v Turecku, Sýrii a Iráku.
Jeho vzdáleným bratrancem byl F. D. Roosevelt, 32. prezident USA.

## Kariéra
V roce 1876 nastoupil na Harvardovu univerzitu. Krátce poté zemřel jeho otec, po kterém zdědil značné jmění. Na Harvardu byl členem bratrstva Delta Kappa Epsilon a prestižního spolku Porcellian Club. Promoval v roce 1880. Poté nastoupil na právnickou fakultu Kolumbijské univerzity. Z univerzity odešel poté, co vstoupil do politiky.
V roce 1881 vyhrál za republikánskou stranu volby do Shromáždění státu New York. Volby vyhrál znovu v letech 1882, 1883 a 1884. Proslul jako bojovník proti korupci. V roce 1882 publikoval studii o roli námořnictva v britsko-americké válce. Následně ho velmi ovlivnila studie The Influence of Sea Power upon History od Alfreda Thayera Mahana. V roce 1884 podpořil senátora George F. Edmundse v jeho kandidatuře na prezidenta USA.
Roku 1883 navštívil tehdejší teritorium Dakota, aby se účastnil lovu bizonů. Prostředím byl natolik uhranut, že investoval tisíce dolarů, aby si vytvořil vlastní chov dobytka a stal se rančerem. U řeky Little Missouri následně vybudoval ranč Elkhorn. Byl okouzlen kovbojským stylem života. Následně publikovat tematické knihy Hunting Trips of a Ranchman, Ranch Life and the Hunting-Trail a The Wilderness Hunter. V roce 1886 byl zástupcem šerifa v Billings County v Severní Dakotě. Jeho živobytí rančera ukončila krutá zima na přelomu let 1886 a 1887, která vybila jeho stádo. Roosevelt se poté vrátil do New Yorku.
Ihned v roce 1886 kandidoval ve volbách na starostu New Yorku. Skončil na třetím místě se ziskem 27,5 % hlasů. Zklamaný Roosevelt se poté vrátil ke spisovatelství, kdy napsal populární knihu The Winning of the West. Roku 1888 byl jmenován do vládního úřadu United States Civil Service Commission, ve kterém sloužil až do roku 1895. Tam proslul jako tvrdý vymahač zákonů o státní službě. V roce 1894 mu republikáni znovu nabídli kandidaturu na starostu New Yorku, avšak odmítl. Tentokrát ovšem zvítězil republikánský kandidát William Lafayette Strong, který poté Roosevelta povolal na místo předsedy komisariátu New York City Police Department. Tam provedl reformu: zavedl pravidelné kontroly střelných zbraní a fyzické prohlídky, jmenoval rekruty na základě jejich fyzických a psychických kvalifikací, nikoli politické příslušnosti, zavedl medaile za zásluhy, zavřel zkorumpované policejní ubytovny a nechal instalovat telefony v budovách stanic.   
Roku 1897 ho prezident William McKinley jmenoval náměstkem na ministerstvu námořnictva. Roosevelt prosadil vybudování silného a moderního námořnictva, zejména bitevních lodí. Také začal McKinleyho vytrvale přesvědčovat o významu národní bezpečnosti v oblastech Tichomoří a Karibiku a trval na tom, aby bylo Španělsko vyhoštěno z Kuby. Po incidentu s lodí USS Maine v Havaně, Roosevelt obvinil Španělsko. V roce 1898 následně vypukla španělsko-americká válka, která ukončila slávu španělského impéria a dostala Kubu pod vliv USA. Během války Roosevelt rezignoval na svůj úřad a založil jednotku tzv. Rough Riders, se kterou se účastnil bojů v kubánské válce za nezávislost proti Španělsku.
V listopadu 1898 kandidoval ve volbách na guvernéra státu New Yorku, ve kterých zvítězil se ziskem 49 % hlasů. V prezidentských volbách z roku 1900 byl zvolen viceprezidentem po boku Williama McKinleyho. V září 1901 se McKinley stal obětí atentátníka, anarchisty Leona Czolgosze, a Roosevelt se stal prezidentem.

## Prezidentství (1901–1909)
Začátkem 20. století většina velkých měst a více než polovina amerických států zavedla ve veřejnoprávních institucích osmihodinový pracovní den. Stejně důležité byly kompenzační zákony, které ukládaly zaměstnavatelům zákonnou odpovědnost za zranění, které zaměstnanci utrpěli během práce. Nové zákony o příjmu se zavedením daně z dědictví, z příjmů a majetku nebo ze zisků obchodních společností usilovaly převést finanční břemeno vlády na ty, kteří měli největší předpoklady, aby jej unesli.
Mnohým politikům, zejména jemu samotnému a vůdcům progresivistů, v americkém Kongresu, jako byl wisconsinský senátor Robert LaFolette – bylo jasné, že většinu problémů, které znepokojují reformátory, lze řešit pouze na federální úrovni. Vášnivě se zajímal o reformu a byl rozhodnut nabídnout lidu tzv. Square Deal („Poctivé zacházení“, název volebního programu pro volby 1904), prosazoval zpřísněnou kontrolu vlády při uplatňování antimonopolních zákonů. Pozdější rozšíření vládního dohledu na železnice urychlilo schválení důležitých regulačních zákonů. Jeden z návrhů udělal z uveřejněných sazeb zákonný standard a opravňoval i dopravce na slevy přepravného od železnic.
Jeho výjimečná osobnost a jeho boj proti trustům si získaly srdce prostých lidí a jeho progresivní opatření schvalovali členové různých stran (ve vlastní straně byl ovšem nenáviděn). I rostoucí prosperita Spojených států přispívala ke spokojenosti lidí s vládnoucí stranou. Jeho vítězství ve volbách roku 1904 bylo jisté.

### Reformy

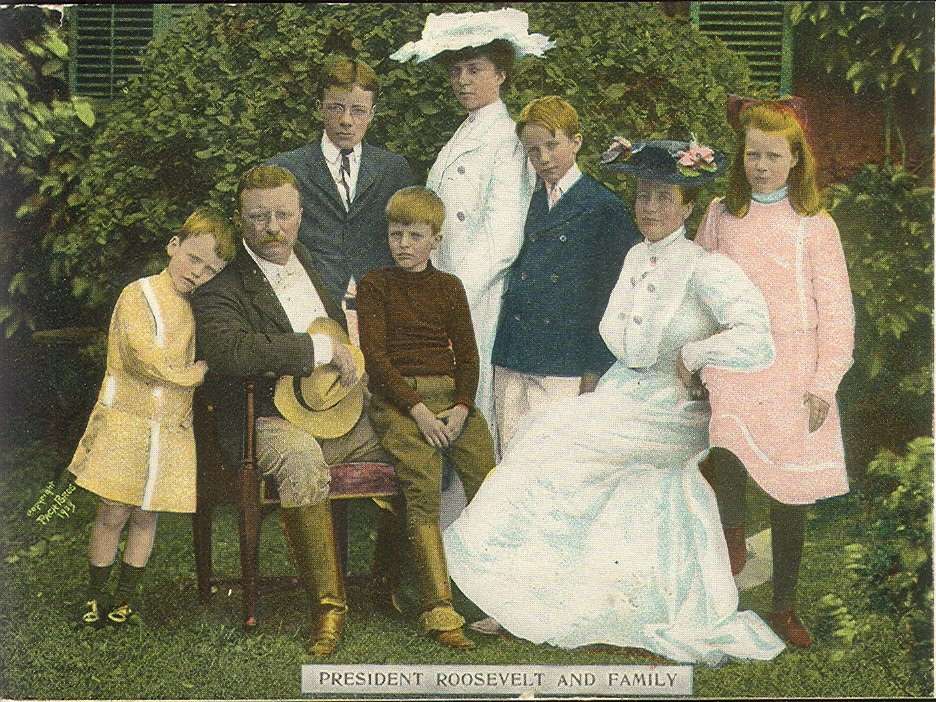
Pach Brothers: Rodina Theodora Roosevelta, kolorovaná verze pohlednice, 1903

Povzbuzen skvělým volebním vítězstvím se s novým odhodláním pustil do prosazování reforem. V první výroční zprávě v Kongresu po svém znovuzvolení vyzýval k ještě přísnější regulaci železnic. V červnu 1906 Kongres schválil Hepburnův zákon, který dával Mezivládní obchodní komisi plnou moc regulovat sazby, rozšířil její pravomoc a donutil železnice, aby se vzdaly společných konfliktních zájmů v parníkové dopravě a uhelných společnostech.
Další opatření Kongresu posunula princip federální kontroly ještě dále. Zákon o nezávadných potravinách z roku 1906 zakazoval použití jakýchkoliv „škodlivých léčiv, chemických látek nebo konzervačních látek“ v připravovaných léčivých přípravcích a potravinách. Tento zákon brzy posílil další zákon nařizující federální kontrolu všech koncernů prodávajících maso určené pro mezistátní obchod.
Kongres zřídil nové ministerstvo obchodu a práce, jehož šéf se stal členem prezidentova kabinetu. Jeden z úřadů nového ministerstva, oprávněn vyšetřovat záležitosti velkých obchodních sdružení, roku 1907 zjistil, že Americká cukrovarnická společnost (American Sugar Refining Company) poškodila vládu o velkou sumu z dovozních poplatků. Díky následným zákonným opatřením se podařilo získat více než 4 miliony dolarů a někteří členové vedení firmy byli odsouzeni. Standard Oil Company v Indianě obvinili z toho, že tajně přijímala slevy na přepravu po chicagské a altonské železnici. Pokuta pro Rockefellorovu firmu SOC činila 29 000 000 $. Ten veřejně prohlásil, že ji uhradí, avšak firma bude muset propustit několik tisíc svých zaměstnanců. Tohoto se Rooseveltova administrativa zalekla a pokutu zrušila. Nicméně v roce 1911 byla Standard Oil Company nuceně rozdělena a reorganizována na menší firmy.
Zákony o ochraně přírodních zdrojů země, které zabránily dalšímu drancování nerostného bohatství a kultivaci velkých ploch zanedbané půdy, patřily rovněž k důležitým úspěchům Rooseveltovy éry. On sám vyzýval přijmout ucelený a jednotný program ochrany, kultivace a zavlažování půdy již ve své první výroční zprávě v Kongresu roku 1901. Zatímco jeho předchůdci vyčlenili na rezervace a přírodní parky 18,8 milionů hektarů lesní plochy, Roosevelt tuto plochu rozšířil na 59,2 milionů hektarů a systematicky dbal na prevenci lesních požárů a zalesňování.

### Zahraniční politika během prezidentství
Roosevelt během svého prezidentství uplatňoval tzv. diplomacii velkého klacku, a to zejména v zemích Střední Ameriky a Karibiku, které USA považovaly za svou sféru vlivu (viz Monroeova doktrína).
Krátce před jeho zvolením Spojené státy čelily expanzivní politice Japonského císařství a hledání možných kolonií Německým císařstvím. Spojené státy americké také i proto v roce 1898 provedly anexi Havaje. Roosevelt zdědil filipínsko-americkou válku, která skončila v roce 1902 vítězstvím Američanů a vojenskou okupací Filipín. On sám byl imperialistou, který věřil v rozšiřování vlivu USA v okolních regionech. Své usilí napnul zejména do Karibiku. Výrazně investoval do námořnictva, které se během jeho prezidentství stalo nejsilnějším na světě.
Jeho zásadním projektem bylo převzetí (od Francouzů) a dostavba Panamského průplavu, který umožnil rychlý pohyb amerického námořnictva v regionu Latinské Ameriky.
V roce 1902 evropské mocnosti (Spojené království, Francie, Itálie a Německo) uvalily námořní blokádu na Venezuelu, která pod vládou prezidenta Cipriana Castra odmítla platit dluh. Castro doufal v zásah USA dle Monroeovy doktríny. Roosevelt však blokádu pouze odsoudil, ale nezasáhl (pouze vyzval evropské státy ke stažení a uvedl v pohotovost námořnictvo na Kubě), jelikož Monroeova doktrína implikovala zásah pouze při vojenské invazi do latinskoamerických zemí. V roce 1904 proto vydal tzv. Rooseveltův dodatek k Monroeově doktríně, ve kterém stanovil, že Spojené státy mohou zasáhnout v zemích Latinské Ameriky i v případě, kdy tyto země zásadně „poruší závazky či poškodí své vztahy vůči civilizovaným zemím“.
V letech 1904 až 1905 probíhala rusko-japonská válka. Obě strany konfliktu se obrátily na Roosevelta, aby dělal mediátora rozhovorů o míru. Ten znepřátelené země dovedl k Portsmouthské smlouvě, za což obdržel Nobelovu cenu za mír. V USA mezitím rostlo nepřátelství vůči japonským imigrantům, které na západním pobřeží přerůstaly v nepokoje. To bylo podpořeno také segregací Japonců ve školství. Roosevelt v roce 1907 s Japonským císařstvím vyjednal tzv. džentlmenskou dohodu, ve které se Japonsko zavázalo znemožnit emigraci svých občanů do USA a Američané se zavázali ukončit diskriminaci již přítomných japonských imigrantů. Roku 1908 USA a Japonsko podepsaly Rootovu–Takahirovu smlouvu, ve které Japonsko uznalo americkou anexi Filipín a USA uznaly japonský nárok na anexi Korey. 
Dne 6. listopadu 1906 se stal prvním americkým prezidentem, který opustil kontinentální Spojené státy na oficiální diplomatickou cestu. Roosevelt podnikl 17denní cestu do Panamy a Portorika. V říjnu 1906 také schválil vojenskou intervenci na Kubě.
V roce 1907 vyslal na demonstrativní plavbu kolem světa tzv. velkou bílou flotilu. Šlo o flotilu šestnácti bitevních lodí, která během čtrnácti měsíců podnikla plavbu kolem světa. Během plavby flotila kotvila v řadě zemí, kde provedla přátelskou návštěvu a při tom těmto zemím demonstrovala velikost amerického vojenského námořnictva.

## Zajímavosti
Po Theodoru Rooseveltovi byl pojmenován plyšový medvídek (v angličtině „teddy bear“) – na důkaz Rooseveltova soucitu, když na lovu odmítl zastřelit osamělé medvídě.
Roku 2011 byl po něm pojmenován nově objevený druh brouka Stenomorpha roosevelti.
Osobně schválil vydání životopisu apačského náčelníka Geronima, který byl po dvacet let vězněn coby válečný zločinec.[zdroj?]
Prezident Theodore Roosevelt o členství v odborech:
„Kdybych byl zaměstnancem továrny, dělníkem na železnici nebo jakýmkoli námezdním dělníkem, nepochybně bych se stal členem odborů své profese. Kdybych byl proti politice mých odborů, připojil bych se, když už pro nic jiného, tak z toho důvodu, abych pomohl napravit to špatné. Kdybych měl výhrady vůči nečestnému předákovi, vstoupil bych do odborů, abych ho pomohl odstranit. Stručně řečeno, věřím v odbory a myslím si, že všichni lidé, kteří mají z práce odborů užitek, jsou morálně zavázáni pomáhat ze všech svých sil ve společném zájmu, který prosazuje odborový svaz. Odbory, i když je tvoří členové, nepatří členům, ale spíše mají ve svěřenství něco pro ty, kteří zde budou v budoucnu.“[zdroj?]
Více než 40 let před Winstonem Churchillem pronesl výrok „I have nothing to offer but blood, toil, tears and sweat.“ – „Nemohu vám nabídnout nic než krev, dřinu, slzy a pot.“ Bylo 2. června 1897 během svého projevu, tehdy čerstvě jmenovaný náměstek ministra vojenského loďstva. Mluvil k námořním kadetům, takže jim vlastně realisticky popisoval běžné dny, které na ně čekají.
Ve svém projevu (jako bývalý prezident) v New Yorku 7. září 1918 podpořil Masarykovo úsilí o samostatnost.

## Dílo
- ROOSEVELT, Theodore. Silný život : úvahy a výzvy. Překlad Bořivoj Prusík. Praha: Tiskem a nákladem F. Šimáčka, 1905. 159 s. Dostupné online.